# Wyścigowe Mistrzostwa Węgier 1956
1956 – sezon wyścigowych mistrzostw Węgier.